# کوهستان دابا
کوهستان دابا (انگلیسی: Daba Mountains) یا داباشان، زنجیره‌ای از کوه‌ها در مرکز چین بین حوضه رودخانه‌های زرد و یانگ‌تسه است. کوهستان دابا بخشی از رشته‌کوه بزرگتر چین‌لینگ است و از محدوده چهار استان عبور می‌کند: سیچوآن، چونگ‌کینگ، شاآنشی و هوبئی. درازای کوهستان دابا حدود ۱۰۰۰ کیلومتر است.
کوهستان دابا در جهت کلی غربی-شمال غربی به شرق-جنوب شرقی ادامه می‌یابد. این کوهستان در امتداد مرز بین، از یک طرف (جنوب غربی و جنوب) سیچوآن و چونگ‌کینگ و از طرف دیگر (شمال شرقی و شمال) شاآنشی و هوبئی امتداد می‌یابد. کوه‌های شن‌نونگژیا اغلب شرقی‌ترین بخش کوهستان دبا محسوب می‌شوند.
سرخ‌چوب سپیده‌دم از درختان برگ‌ریز بومی کوهستان دابا است. نزدیک‌ترین خویشاوندان این درخت سکویای همیشه‌سبز و درخت غول هستند که در کالیفرنیا می‌رویند. این درختان پیش از این در سراسر نیم‌کره شمالی می‌رستند اما در دوران معاصر باور بر این بود که تنها در کالیفرنیا باقی مانده‌اند تا این‌که در دهه ۱۹۴۰ سرخ‌چوب سپیده‌دم در کوهستان دابا از سوی گیاه‌شناسان غربی شناسایی شد.